# فیلیپ بیلبیجا
فیلیپ بیلبیجا (انگلیسی: Filip Bilbija؛ زادهٔ ۲۴ آوریل ۲۰۰۰) بازیکن فوتبال است.
از باشگاه‌هایی که در آن بازی کرده‌است می‌توان به باشگاه فوتبال اینگولشتات ۰۴ اشاره کرد.